# سوله‌داد براوو
سوله‌داد براوو (اسپانیایی: Soledad Bravo‎؛ زادهٔ ۱ ژانویهٔ ۱۹۴۳) خواننده، موسیقی‌دان و آهنگساز اهل ونزوئلا است. وی از سال ۱۹۶۸ میلادی تاکنون مشغول فعالیت بوده‌است.
او دانش‌آموختهٔ رشتهٔ معماری و فلسفه از «دانشگاه مرکزی ونزوئلا» است. او در ونزوئلا و آمریکای جنوبی شهرت زیادی دارد و با بزرگانی همچون ژیلبرتو ژیل و آتاهوآلپا یوپانکی همکاری داشته است.